# Lista de produções e artistas mais premiados no Melhores do Ano da TV Globo
Novelas, séries e programas que receberam mais de duas indicações aos Melhores do Ano da TV Globo.

## Produções
| Título                  | Prêmios | Indicações |
| ----------------------- | ------- | ---------- |
| A Força do Querer       | 8       | 18         |
| América                 | 7       | 14         |
| Paraíso Tropical        | 6       | 17         |
| Amor à Vida             | 6       | 14         |
| Segundo Sol             | 6       | 14         |
| Avenida Brasil          | 5       | 17         |
| Mulheres Apaixonadas    | 5       | 15         |
| Laços de Família        | 5       | 10         |
| Império                 | 5       | 8          |
| O Beijo do Vampiro      | 5       | 7          |
| Terra Nostra            | 5       | 5          |
| A Favorita              | 4       | 12         |
| O Outro Lado do Paraíso | 4       | 8          |
| Senhora do Destino      | 4       | 7          |
| Viver a Vida            | 4       | 7          |
| Ti Ti Ti                | 4       | 6          |
| Êta Mundo Bom!          | 4       | 5          |
| Cobras & Lagartos       | 4       | 4          |
| O Clone                 | 4       | 4          |
| O Rei do Gado           | 4       | 4          |
| Torre de Babel          | 4       | 4          |
| Velho Chico             | 3       | 8          |
| Porto dos Milagres      | 3       | 7          |
| Amor de Mãe             | 3       | 6          |
| Kubanacan               | 3       | 4          |
| Salsa e Merengue        | 3       | 3          |
| Passione                | 2       | 12         |
| Caminho das Índias      | 2       | 11         |
| Alma Gêmea              | 2       | 8          |
| Verdades Secretas       | 2       | 7          |
| Terra e Paixão          | 2       | 7          |
| Renascer                | 2       | 7          |
| A Regra do Jogo         | 2       | 6          |
| Fina Estampa            | 2       | 6          |
| Insensato Coração       | 2       | 6          |
| Vai na Fé               | 2       | 5          |
| Cabocla                 | 2       | 4          |
| Todas as Flores         | 2       | 4          |
| No Rancho Fundo         | 2       | 3          |
| Coração de Estudante    | 2       | 2          |
| História de Amor        | 2       | 2          |

| Título                | Prêmios | Indicações |
| --------------------- | ------- | ---------- |
| Sob Pressão           | 9       | 10         |
| Malhação              | 5       | 12         |
| Justiça               | 4       | 7          |
| Os Outros             | 3       | 7          |
| Tapas & Beijos        | 2       | 7          |
| Onde Nascem os Fortes | 2       | 3          |
| Mister Brau           | 0       | 7          |
| Arcanjo Renegado      | 0       | 4          |
| Cine Holliúdy         | 0       | 4          |
| Os Dias Eram Assim    | 0       | 3          |
| Carcereiros           | 0       | 2          |
| Encantado's           | 0       | 2          |
| Amores Roubados       | 0       | 2          |
| Felizes para Sempre?  | 0       | 2          |

| Título                          | Prêmios | Indicações |
| ------------------------------- | ------- | ---------- |
| Zorra Total                     | 11      | 15         |
| Zorra                           | 3       | 5          |
| Lady Night                      | 2       | 3          |
| Escolinha do Professor Raimundo | 2       | 2          |
| Sai de Baixo                    | 2       | 2          |
| Tá no Ar: a TV na TV            | 1       | 11         |
| Os Caras de Pau                 | 1       | 3          |
| A Grande Família                | 1       | 3          |
| A Diarista                      | 1       | 2          |
| Que História É Essa, Porchat?   | 0       | 4          |

| Título          | Prêmios | Indicações |
| --------------- | ------- | ---------- |
| Jornal Nacional | 9       | 27         |
| Jornal Hoje     | 8       | 13         |
| Fantástico      | 1       | 10         |
| Jornal da Globo | 1       | 2          |

## Atrizes

### Com mais vitórias
| Prêmios | Artista           | Categorias                                                                |
| ------- | ----------------- | ------------------------------------------------------------------------- |
| 7       | Adriana Esteves   | Atriz de Novela (3) Atriz de Série (3) Personagem do Ano [ a ] (1)        |
| 5       | Marjorie Estiano  | Atriz de Série (4) Música do Ano (1)                                      |
| 4       | Giovana Antonelli | Atriz de Novela (3) Atriz Coadjuvante (1)                                 |
| 4       | Tatá Werneck      | Humor: Troféu Paulo Gustavo (2) Atriz Coadjuvante (1) Atriz Revelação (1) |
| 3       | Bruna Marquezine  | Atriz Mirim (3)                                                           |
| 3       | Cláudia Rodrigues | Humor: Troféu Paulo Gustavo (3)                                           |
| 3       | Paolla Oliveira   | Atriz de Novela (2) Atriz de Série (1)                                    |
| 2       | Alinne Moraes     | Atriz de Novela (1) Atriz Revelação (1)                                   |
| 2       | Camila Pitanga    | Atriz de Novela (2)                                                       |
| 2       | Cássia Kis        | Atriz de Novela (1) Atriz Coadjuvante (1)                                 |
| 2       | Claudia Raia      | Atriz de Novela (1) Personagem do Ano [ a ] (1)                           |
| 2       | Débora Falabella  | Atriz Coadjuvante (1) Atriz Revelação (1)                                 |
| 2       | Grazi Massafera   | Atriz Coadjuvante (1) Atriz Revelação (1)                                 |
| 2       | Isis Valverde     | Atriz Coadjuvante (2)                                                     |
| 2       | Letícia Colin     | Atriz de Novela (1) Atriz Coadjuvante (1)                                 |
| 2       | Lília Cabral      | Atriz de Novela (1) Personagem do Ano (1)                                 |
| 2       | Mel Maia          | Atriz Mirim (2)                                                           |
| 2       | Patricia Pillar   | Atriz de Novela (1) Atriz de Série (1)                                    |

### Com mais indicações
| Indicações | Artista             | Categorias                                                                       |
| ---------- | ------------------- | -------------------------------------------------------------------------------- |
| 9          | Adriana Esteves     | Atriz de Novela (5) Atriz de Série (3) Personagem do Ano (1)                     |
| 8          | Marjorie Estiano    | Atriz de Série (5) Atriz Coadjuvante (1) Atriz Revelação (1) Música do Ano (1)   |
| 6          | Fernanda Torres     | Humor: Troféu Paulo Gustavo (3) Atriz de Série (2) Série (1)                     |
| 6          | Letícia Colin       | Atriz de Série (3) Atriz de Novela (2) Atriz Coadjuvante (1)                     |
| 6          | Lília Cabral        | Atriz de Novela (4) Atriz Coadjuvante (1) Personagem do Ano (1)                  |
| 6          | Mel Maia            | Atriz Mirim (6)                                                                  |
| 6          | Tatá Werneck        | Humor: Troféu Paulo Gustavo (3) Atriz Coadjuvante (2) Atriz Revelação (1)        |
| 5          | Marina Ruy Barbosa  | Atriz Mirim (3) Atriz de Novela (1) Atriz Coadjuvante (1)                        |
| 5          | Paolla Oliveira     | Atriz de Novela (2) Atriz Coadjuvante (1) Atriz de Série (1) Atriz Revelação (1) |
| 4          | Alinne Moraes       | Atriz de Novela (2) Atriz Coadjuvante (2) Atriz Revelação (1)                    |
| 4          | Cássia Kis          | Atriz Coadjuvante (2) Atriz de Novela (1) Atriz de Série (1)                     |
| 4          | Claudia Raia        | Atriz de Novela (3) Personagem do Ano (1)                                        |
| 4          | Claudia Rodrigues   | Humor: Troféu Paulo Gustavo (4)                                                  |
| 4          | Christiane Torloni  | Atriz de Novela (4)                                                              |
| 4          | Deborah Secco       | Atriz de Novela (2) Atriz Coadjuvante (2)                                        |
| 4          | Drica Moraes        | Atriz Coadjuvante (3) Atriz de Novela (1)                                        |
| 4          | Giovanna Antonelli  | Atriz de Novela (3) Atriz Coadjuvante (1)                                        |
| 4          | Taís Araújo         | Atriz de Série (3) Atriz de Novela (1)                                           |
| 3          | Agatha Moreira      | Atriz de Novela (1) Atriz Coadjuvante (1) Atriz Revelação (1)                    |
| 3          | Ana Paula Arósio    | Atriz de Novela (2) Atriz Revelação (1)                                          |
| 3          | Bruna Linzmeyer     | Atriz de Novela (1) Atriz Coadjuvante (1) Atriz Revelação (1)                    |
| 3          | Bruna Marquezine    | Atriz Mirim (3)                                                                  |
| 3          | Cláudia Abreu       | Atriz de Novela (3)                                                              |
| 3          | Débora Falabella    | Atriz de Novela (1) Atriz Coadjuvante (1) Atriz Revelação (1)                    |
| 3          | Dira Paes           | Atriz Coadjuvante (2) Atriz de Novela (1)                                        |
| 3          | Grazi Massafera     | Atriz de Novela (1) Atriz Coadjuvante (1) Atriz Revelação (1)                    |
| 3          | Isis Valverde       | Atriz Coadjuvante (2) Atriz de Série (1)                                         |
| 3          | Klara Castanho      | Atriz Mirim (3)                                                                  |
| 3          | Mariana Ximenes     | Atriz de Novela (2) Atriz Revelação (1)                                          |
| 3          | Patricia Pillar     | Atriz de Novela (2) Atriz de Série (1)                                           |
| 3          | Vera Holtz          | Atriz Coadjuvante (3)                                                            |
| 2          | Alice Wegmann       | Atriz de Série (2)                                                               |
| 2          | Camila Morgado      | Atriz Coadjuvante (2)                                                            |
| 2          | Camila Pitanga      | Atriz de Novela (2)                                                              |
| 2          | Cleo                | Atriz Coadjuvante (2)                                                            |
| 2          | Eliane Giardini     | Atriz de Novela (2)                                                              |
| 2          | Elizabeth Savalla   | Atriz Coadjuvante (2)                                                            |
| 2          | Fernanda Montenegro | Atriz de Novela (1) Personagem do Ano [ a ] (1)                                  |
| 2          | Glória Pires        | Atriz de Novela (2)                                                              |
| 2          | Priscila Fantin     | Atriz de Novela (1) Atriz Revelação (1)                                          |
| 2          | Regina Duarte       | Atriz de Novela (2)                                                              |
| 2          | Renata Sorrah       | Atriz de Novela (1) Atriz Coadjuvante (1)                                        |
| 2          | Susana Vieira       | Atriz de Novela (2)                                                              |
| 2          | Zezé Polessa        | Atriz Coadjuvante (2)                                                            |

## Atores

### Com mais prêmios
| Prêmios | Artista            | Categorias                                                 |
| ------- | ------------------ | ---------------------------------------------------------- |
| 5       | Bruno Gagliasso    | Ator Coadjuvante (4) Ator de Série (1)                     |
| 4       | Chay Suede         | Ator de Novela (2) Ator Coadjuvante (1) Ator Revelação (1) |
| 4       | Júlio Andrade      | Ator de Série (4)                                          |
| 4       | Murilo Benício     | Ator de Novela (4)                                         |
| 4       | Tony Ramos         | Ator de Novela (3) Personagem do Ano [ a ] (1)             |
| 4       | Vladimir Brichta   | Ator Coadjuvante (2) Ator de Série (1) Ator Revelação (1)  |
| 3       | Alexandre Borges   | Ator Coadjuvante (3)                                       |
| 3       | Alexandre Nero     | Ator de Novela (2) Ator de Série (1)                       |
| 3       | Antônio Fagundes   | Ator de Novela (2) Personagem do Ano [ a ] (1)             |
| 3       | Leandro Hassum     | Humor: Troféu Paulo Gustavo (3)                            |
| 3       | Sergio Guizé       | Ator de Novela (2) Ator Coadjuvante (1)                    |
| 3       | Tom Cavalcante     | Humor: Troféu Paulo Gustavo (3)                            |
| 2       | Eduardo Sterblitch | Ator de Série (1) Humor: Troféu Paulo Gustavo (1)          |
| 2       | Jesuíta Barbosa    | Ator de Novela (1) Ator de Série (1)                       |
| 2       | Marco Nanini       | Ator de Novela (1) Personagem do Ano (1)                   |
| 2       | Mateus Solano      | Ator de Novela (1) Ator Revelação (1)                      |
| 2       | Paulo Vieira       | Humor: Troféu Paulo Gustavo (2)                            |

### Com mais indicações
| Indicações | Artista              | Categorias                                                                   |
| ---------- | -------------------- | ---------------------------------------------------------------------------- |
| 12         | Tony Ramos           | Ator de Novela (11) Personagem do Ano (1)                                    |
| 8          | Bruno Gagliasso      | Ator Coadjuvante (5) Ator de Novela (2) Ator de Série (1)                    |
| 7          | Antônio Fagundes     | Ator de Novela (5) Personagem do Ano (2)                                     |
| 7          | Lázaro Ramos         | Ator de Série (4) Ator de Novela (2) Ator Coadjuvante (1)                    |
| 7          | Marcelo Adnet        | Humor: Troféu Paulo Gustavo (7)                                              |
| 7          | Murilo Benício       | Ator de Novela (7)                                                           |
| 7          | Vladimir Brichta     | Ator de Novela (2) Ator de Série (2) Ator Coadjuvante (2) Ator Revelação (1) |
| 6          | Leandro Hassum       | Humor: Troféu Paulo Gustavo (6)                                              |
| 6          | Júlio Andrade        | Ator de Série (5) Ator Revelação (1)                                         |
| 6          | Rodrigo Lombardi     | Ator de Novela (4) Ator de Série (2)                                         |
| 5          | Cauã Reymond         | Ator Coadjuvante (2) Ator de Série (2) Ator de Novela (1)                    |
| 5          | Fábio Porchat        | Humor: Troféu Paulo Gustavo (5)                                              |
| 5          | Juliano Cazarré      | Ator Coadjuvante (5)                                                         |
| 4          | Alexandre Borges     | Ator Coadjuvante (3) Ator de Novela (1)                                      |
| 4          | Alexandre Nero       | Ator de Novela (2) Ator de Série (1) Ator Revelação (1)                      |
| 4          | Antonio Calloni      | Ator Coadjuvante (2) Ator de Novela (1) Ator de Série (1)                    |
| 4          | Chay Suede           | Ator de Novela (2) Ator Coadjuvante (1) Ator Revelação (1)                   |
| 4          | Sergio Guizé         | Ator de Novela (2) Ator Coadjuvante (1) Ator Revelação (1)                   |
| 4          | Welder Rodrigues     | Humor: Troféu Paulo Gustavo (4)                                              |
| 3          | Aílton Graça         | Ator Coadjuvante (2) Ator Revelação (1)                                      |
| 3          | Caio Castro          | Ator Coadjuvante (2) Ator Revelação (1)                                      |
| 3          | Eduardo Sterblitch   | Ator de Série (2) Humor: Troféu Paulo Gustavo (1)                            |
| 3          | Emilio Dantas        | Ator de Novela (2) Ator Coadjuvante (1)                                      |
| 3          | Fábio Assunção       | Ator de Novela (3)                                                           |
| 3          | Jesuíta Barbosa      | Ator de Novela (1) Ator de Série (1) Ator Revelação (1)                      |
| 3          | José Mayer           | Ator de Novela (2) Ator Coadjuvante (1)                                      |
| 3          | Marcello Antony      | Ator Coadjuvante (2) Ator Revelação (1)                                      |
| 3          | Marcos Caruso        | Ator Coadjuvante (3)                                                         |
| 3          | Matheus Nachtergaele | Ator Coadjuvante (3)                                                         |
| 3          | Mateus Solano        | Ator de Novela (2) Ator Revelação (1)                                        |
| 3          | Osmar Prado          | Ator de Novela (2) Ator Coadjuvante (1)                                      |
| 3          | Paulo Vieira         | Humor: Troféu Paulo Gustavo (3)                                              |
| 3          | Raul Cortez          | Ator de Novela (3)                                                           |
| 3          | Reynaldo Gianecchini | Ator de Novela (1) Ator Coadjuvante (1) Ator Revelação (1)                   |
| 2          | Eduardo Moscovis     | Ator de Novela (2)                                                           |
| 2          | Gabriel Leone        | Ator Coadjuvante (1) Ator Revelação (1)                                      |
| 2          | Irandhir Santos      | Ator de Novela (1) Ator Revelação (1)                                        |
| 2          | JP Rufino            | Ator Mirim (2)                                                               |
| 2          | João Bravo           | Ator Mirim (2)                                                               |
| 2          | Juan Paiva           | Ator de Novela (1) Ator de Série (1)                                         |
| 2          | Marcello Melo Jr.    | Ator de Série (2)                                                            |
| 2          | Marco Nanini         | Ator de Novela (1) Personagem do Ano (1)                                     |
| 2          | Marco Ricca          | Ator Coadjuvante (2)                                                         |
| 2          | Marcos Palmeira      | Ator de Novela (2)                                                           |
| 2          | José Wilker          | Ator de Novela (2)                                                           |
| 2          | Tarcísio Meira       | Ator de Novela (2)                                                           |
| 2          | Rainer Cadete        | Ator Coadjuvante (2)                                                         |

## Cantoras

### Com mais prêmios
| Prêmios | Artista       | Categorias                    |
| ------- | ------------- | ----------------------------- |
| 12      | Ivete Sangalo | Cantora (9) Música do Ano (3) |
| 4       | Anitta        | Cantora (3) Música do Ano (1) |
| 2       | Simone Mendes | Música do Ano (2)             |

### Com mais indicações
| Indicações | Artista          | Categorias                     |
| ---------- | ---------------- | ------------------------------ |
| 24         | Ivete Sangalo    | Cantora (19) Música do Ano (5) |
| 7          | Anitta           | Cantora (5) Música do Ano (2)  |
| 5          | Ana Carolina     | Cantora (5) Música do Ano (2)  |
| 4          | Claudia Leitte   | Cantora (4)                    |
| 4          | Paula Fernandes  | Cantora (3) Música do Ano (1)  |
| 4          | Vanessa da Mata  | Cantora (2) Música do Ano (2)  |
| 3          | Iza              | Cantora (2) Música do Ano (1)  |
| 3          | Ludmilla         | Música do Ano (3)              |
| 3          | Marília Mendonça | Cantora (3)                    |
| 2          | Maria Gadú       | Cantora (1) Música do Ano (1)  |
| 2          | Simone Mendes    | Música do Ano (2)              |

## Cantores

### Com mais prêmios
| Prêmios | Artista      | Categorias                                         |
| ------- | ------------ | -------------------------------------------------- |
| 12      | Luan Santana | Cantor (9) Música do Ano (2) Revelação Musical (1) |
| 4       | Daniel       | Cantor (4)                                         |
| 3       | Leonardo     | Cantor (2) Disco do Ano (1)                        |

### Com mais indicações
| Indicações | Artista        | Categorias                                         |
| ---------- | -------------- | -------------------------------------------------- |
| 14         | Luan Santana   | Cantor (9) Música do Ano (4) Revelação Musical (1) |
| 7          | Daniel         | Cantor (7)                                         |
| 3          | Ferrugem       | Cantor (2) Música do Ano (1)                       |
| 3          | Seu Jorge      | Cantor (3)                                         |
| 3          | Thiaguinho     | Cantor (3)                                         |
| 2          | Dilsinho       | Cantor (1) Música do Ano (1)                       |
| 2          | Fábio Jr.      | Cantor (2)                                         |
| 2          | Gloria Groove  | Música do Ano (2)                                  |
| 2          | Gusttavo Lima  | Cantor (1) Música do Ano (1)                       |
| 2          | Leo Santana    | Música do Ano (2)                                  |
| 2          | Leonardo       | Cantor (2)                                         |
| 2          | Lucas Lucco    | Cantor (2)                                         |
| 2          | Michel Teló    | Cantor (1) Música do Ano (1)                       |
| 2          | Wesley Safadão | Cantor (2)                                         |

## Jornalistas

### Com mais prêmios
| Prêmios | Artista             | Categorias     |
| ------- | ------------------- | -------------- |
| 5       | Fátima Bernardes    | Jornalismo (5) |
| 4       | Sandra Annenberg    | Jornalismo (4) |
| 3       | William Bonner      | Jornalismo (3) |
| 2       | Renata Vasconcellos | Jornalismo (2) |
| 2       | César Tralli        | Jornalismo (2) |

### Com mais indicações
| Indicações | Artista              | Categorias      |
| ---------- | -------------------- | --------------- |
| 12         | William Bonner       | Jornalismo (12) |
| 8          | Renata Vasconcellos  | Jornalismo (8)  |
| 7          | Fátima Bernardes     | Jornalismo (7)  |
| 7          | Sandra Annenberg     | Jornalismo (7)  |
| 5          | Maria Júlia Coutinho | Jornalismo (5)  |
| 5          | Patrícia Poeta       | Jornalismo (5)  |
| 3          | César Tralli         | Jornalismo (3)  |
| 3          | Tadeu Schmidt        | Jornalismo (3)  |

## Autores

### Com mais prêmios
| Prêmios | Autor(a)      | Categorias           |
| ------- | ------------- | -------------------- |
| 3       | Lucas Paraizo | Série (3)            |
| 2       | Bruno Luperi  | Novela (2)           |
| 2       | Manuela Dias  | Novela (1) Série (1) |

### Com mais indicações
| Indicações | Autor(a)              | Categorias           |
| ---------- | --------------------- | -------------------- |
| 4          | Lucas Paraizo         | Série (4)            |
| 2          | Bruno Luperi          | Novela (2)           |
| 2          | João Emanuel Carneiro | Novela (2)           |
| 2          | José Júnior           | Série (2)            |
| 2          | Manuela Dias          | Novela (1) Série (1) |
| 2          | Mário Teixeira        | Novela (2)           |

## Diretores

### Com mais prêmios
| Prêmios | Diretor(a)          | Categorias           |
| ------- | ------------------- | -------------------- |
| 3       | Gustavo Fernandez   | Novela (2) Série (1) |
| 2       | Andrucha Waddington | Série (2)            |

### Com mais indicações
| Indicações | Diretor(a)          | Categorias           |
| ---------- | ------------------- | -------------------- |
| 3          | Andrucha Waddington | Série (3)            |
| 3          | Gustavo Fernandez   | Novela (2) Série (1) |
| 2          | Allan Fiterman      | Novela (2)           |
| 2          | André Godói         | Série (2)            |
| 2          | Carlos Araújo       | Novela (2)           |
| 2          | Heitor Dhalia       | Série (2)            |
| 2          | Luisa Lima          | Série (2)            |
| 2          | Luiz Henrique Rios  | Novela (2)           |

## Bandas e duplas

### Com mais prêmios
| Prêmios | Artista         | Categorias                                     |
| ------- | --------------- | ---------------------------------------------- |
| 4       | Victor & Leo    | Grupo/Banda ou Dupla (3) Música do Ano (1)     |
| 3       | Bruno & Marrone | Grupo/Banda ou Dupla (2) Revelação Musical (1) |
| 3       | Jota Quest      | Grupo/Dupla (1) Banda (1) Música de Novela (1) |
| 3       | NX Zero         | Banda (2) Música do Ano (1)                    |

### Com mais indicações
| Indicações | Artista         | Categorias                                              |
| ---------- | --------------- | ------------------------------------------------------- |
| 7          | Victor & Léo    | Grupo/Dupla (4) Música do Ano (2) Revelação Musical (1) |
| 3          | Bruno & Marrone | Grupo/Banda ou Dupla (2) Revelação Musical (1)          |
| 3          | Jota Quest      | Grupo/Dupla (1) Banda (1) Música de Novela (1)          |
| 3          | NX Zero         | Banda (2) Música do Ano (1)                             |